# محمدميرزايي (مقاطعة دلفان)
محمدميرزايي (بالفارسية: محمدمیرزایی) هي قرية تقع في قسم خاوة الجنوبي الريفي (مقاطعة دلفان) في إيران. يقدر عدد سكانها بـ 573 نسمة بحسب إحصاء 2016.